# Settori sommitali Monte Carpegna e Costa dei Salti
Settori sommitali Monte Carpegna e Costa dei Salti este o arie protejată (arie specială de conservare — SAC, sit de importanță comunitară — SCI) din Italia întinsă pe o suprafață de 186 ha, integral pe uscat.

## Localizare
Centrul sitului Settori sommitali Monte Carpegna e Costa dei Salti este situat la coordonatele 43°47′57″N 12°19′51″E / 43.7992°N 12.3307°E.

## Înființare
Situl Settori sommitali Monte Carpegna e Costa dei Salti a fost declarat sit de importanță comunitară în iunie 1995 pentru a proteja 1 specie de plante și 11 specii de animale. Situl a fost protejat și ca arie specială de conservare în aprilie 2016.

## Biodiversitate
Situată în ecoregiunea continentală, aria protejată conține 2 habitate naturale: Păduri de fag din Apenini cu Taxus și Ilex, Pajiști uscate seminaturale și facies de acoperire cu tufișuri pe substraturi calcaroase (Festuco-Brometalia) (* situri importante pentru orhidee).
La baza desemnării sitului se află mai multe specii protejate:
- plante (1): Himantoglossum adriaticum
- păsări (10): șorecarul comun (Buteo buteo), erete cenușiu (Circus pygargus), vânturel roșu (Falco tinnunculus), sfrâncioc roșiatic (Lanius collurio), mierlă de piatră (Monticola saxatilis), pietrar sur (Oenanthe oenanthe), codroș de munte (Phoenicurus ochruros), codroșul de pădure (Phoenicurus phoenicurus), mărăcinar negru (Saxicola torquatus), mierlă gulerată (Turdus torquatus)
- mamifere (1): lupul (Canis lupus)

Pe lângă speciile protejate, pe teritoriul sitului au mai fost identificate 9 specii de plante.